# Такахама (город)
Такахама (яп. 高浜市 Такахама-си) — город в Японии, расположенный в центральной части префектуры Айти. Основан 1 декабря 1970 года путём предоставления посёлку статуса города.  